# Championnat d'Allemagne de rugby à XV 2015-2016
Navigation
1. Bundesliga 2014-2015 1. Bundesliga 2016-2017
Le championnat d'Allemagne de rugby à XV 2015-2016 ou 1. Bundesliga 2015-2016 est une compétition de rugby à XV qui oppose les 16 meilleurs clubs allemands. La compétition commence le 29 août 2015 et se termine par une finale le 21 mai 2016.
La 1re phase de la compétition se déroule du 29 août 2015 au 7 mai 2016 sous la forme d'un championnat avec 2 poules composées de 8 équipes, puis des demi-finales et une finale.

## Équipes participantes
Les seize équipes sont réparties de la manière suivante :
| 1. Bundesliga Nord/Est - Berlin RC - SC Germania List - RK 03 Berlin - FC Sankt Pauli - Hamburger RC - RU Hohen Neuendorf (de) - RC Leipzig - DSV 78 Hanovre | 1. Bundesliga Sud/Ouest - SC Neuenheim - RG Heidelberg - TSV Handschuhsheim - Heidelberger RK - RK Heusenstamm - SC 1880 Frankfurt - ASV Cologne - TV Pforzheim |

## 1. Bundesliga Nord/Ouest
| Berlin : · RK 03 Berlin · Berlin RC · Berlin Hohen Neuendorf Leipzig Hanovre Sankt Pauli SC Germania List Hambourg |

| Équipe             | Stade                          | Capacité | Ville               |
| ------------------ | ------------------------------ | -------- | ------------------- |
| DSV 78 Hanovre     | Erika-Fisch-Stadion            |          | Hanovre             |
| FC Sankt Pauli     | Dr. Hermann-Schnell-Sportplatz |          | Sankt Pauli         |
| SC Germania List   | Sportgaststätte                |          | Hanovre             |
| Hamburger RC       | Stadtpark                      |          | Hambourg            |
| RK 03 Berlin       | Stadion Buschallee             |          | Berlin              |
| Berlin RC          |                                |          | Berlin              |
| RU Hohen Neuendorf |                                |          | Hohen Neuendorf     |
| RC Leipzig         |                                |          | Lützschena-Stahmeln |

### Classement
| Rang | Club               | J  | V  | N | D  | Bo | Bd | Pm  | Pe  | Diff | Pts |
| ---- | ------------------ | -- | -- | - | -- | -- | -- | --- | --- | ---- | --- |
| 1    | RK 03 Berlin       | 14 | 14 | 0 | 0  | 13 | 0  | 575 | 116 | +459 | 69  |
| 2    | SC Germania List   | 14 | 10 | 1 | 3  | 12 | 0  | 568 | 206 | +362 | 54  |
| 3    | DSV 78 Hanovre     | 14 | 9  | 2 | 3  | 9  | 0  | 449 | 190 | +259 | 49  |
| 4    | Berlin RC          | 14 | 7  | 2 | 5  | 6  | 0  | 340 | 286 | +54  | 38  |
| 5    | FC St. Pauli       | 14 | 6  | 0 | 8  | 5  | 0  | 255 | 438 | -183 | 29  |
| 6    | RC Leipzig         | 14 | 4  | 0 | 10 | 5  | 0  | 215 | 437 | -222 | 21  |
| 7    | Hamburger RC       | 14 | 2  | 1 | 11 | 3  | 0  | 168 | 320 | -152 | 11¹ |
| 8    | RU Hohen Neuendorf | 14 | 1  | 0 | 13 | 1  | 0  | 145 | 722 | -577 | 5   |

¹Hamburger a été sanctionné de 2 points de pénalité.
|  | Qualifiés pour les demi-finales (no 1, no 2).         |
|  | Qualifiés le DRV-Pokalrunde (no 3, no 4, no 5, no 6). |
|  | Qualifié pour le barrage et le DRV-Pokalrunde (no 7). |
|  | Relégué et qualifié pour le DRV-Pokalrunde (no 8).    |

Attribution des points : victoire sur tapis vert : 5, victoire : 4, match nul : 2, défaite : 0, forfait : -2 ; plus les bonus (offensif : 4 essais marqués ; défensif : défaite par 7 points d'écart ou moins).

## 1. Bundesliga Sud/Ouest
| Heidelberg : · Heidelberger RK · RG Heidelberg · Heidelberg Pforzheim Neuenheim Handschuhsheim Francfort Heusenstamm Cologne |

| Équipe             | Stade                                    | Capacité | Ville          |
| ------------------ | ---------------------------------------- | -------- | -------------- |
| Heidelberger RK    | Sportgelände an der Speyererstraße       | 1 500    | Heidelberg     |
| TV Pforzheim       | Bohrain Sportplatz ou Mäurach Sportplatz |          | Pforzheim      |
| SC Neuenheim       | Museumsplatz an der Tiergartenstraße     | 3 000    | Neuenheim      |
| TSV Handschuhsheim |                                          |          | Handschuhsheim |
| RG Heidelberg      | Fritz-Grunebaum-Sportpark                | 3 500    | Heidelberg     |
| SC 1880 Frankfurt  | Sportanlage Feldgerichtstraße            |          | Francfort      |
| RK Heusenstamm     | Sportzentrum Martinsee                   |          | Heusenstamm    |
| ASV Cologne        | Olympiaweg 3                             |          | Cologne        |

### Classement
| Rang | Club               | J  | V  | N | D  | Bo | Bd | Pm   | Pe  | Diff | Pts |
| ---- | ------------------ | -- | -- | - | -- | -- | -- | ---- | --- | ---- | --- |
| 1    | Heidelberger RK    | 14 | 14 | 0 | 0  | 14 | 0  | 1001 | 135 | +866 | 70  |
| 2    | TV Pforzheim       | 14 | 12 | 0 | 2  | 9  | 0  | 629  | 256 | +373 | 57  |
| 3    | RG Heidelberg      | 14 | 8  | 1 | 5  | 7  | 0  | 423  | 365 | +58  | 41  |
| 4    | SC Neuenheim       | 14 | 7  | 1 | 6  | 6  | 0  | 340  | 405 | -65  | 36  |
| 5    | TSV Handschuhsheim | 14 | 6  | 0 | 8  | 9  | 0  | 364  | 481 | -117 | 33  |
| 6    | SC 1880 Frankfurt  | 14 | 5  | 2 | 7  | 3  | 0  | 238  | 396 | -158 | 27  |
| 7    | RK Heusenstamm     | 14 | 2  | 0 | 12 | 4  | 0  | 149  | 467 | -318 | 12  |
| 8    | ASV Cologne        | 14 | 0  | 0 | 14 | 3  | 0  | 150  | 789 | -639 | 3   |

|  | Qualifiés pour les demi-finales (no 1, no 2).               |
|  | Qualifiés le DRV-Pokalrunde (no 3, no 4, no 5, no 6, no 7). |
|  | Relégué et qualifié pour le DRV-Pokalrunde (no 8).          |

Attribution des points : victoire sur tapis vert : 5, victoire : 4, match nul : 2, défaite : 0, forfait : -2 ; plus les bonus (offensif : 4 essais marqués ; défensif : défaite par 7 points d'écart ou moins).

## Phase finale
|  | Demi-finales     | Demi-finales    |              |     | Finale     | Finale     |
|  | Demi-finales     | Demi-finales    |              |     | Finale     | Finale     |
|  |                  |                 |              |     |            |            |
|  | 30 avril 2016    | 30 avril 2016   |              |     | 7 mai 2016 | 7 mai 2016 |
|  | 30 avril 2016    | 30 avril 2016   |              |     | 7 mai 2016 | 7 mai 2016 |
|  | RK 03 Berlin     | 15              |              |     | 7 mai 2016 | 7 mai 2016 |
|  | RK 03 Berlin     | 15              |              |     | 7 mai 2016 | 7 mai 2016 |
|  | TV Pforzheim     | 30              |              |     | 7 mai 2016 | 7 mai 2016 |
|  | TV Pforzheim     | 30              | TV Pforzheim | 41  |            |            |
|  | 30 avril 2016    |                 | TV Pforzheim | 41  |            |            |
|  |                  | Heidelberger RK | 36           |     |            |            |
|  | Heidelberger RK  | Heidelberger RK | 36           | 104 |            |            |
|  | Heidelberger RK  |                 |              | 104 |            |            |
|  | SC Germania List | 12              |              |     |            |            |
|  | SC Germania List | 12              |              |     |            |            |

### Demi-finales
| 30 avril 2016 15 h 00 | RK 03 Berlin | 15 – 30 | TV Pforzheim | Stadion Buschallee, Berlin 1 558 spectateurs Arbitre : K. Pickaert |
| 30 avril 2016 15 h 00 |              |         |              | Stadion Buschallee, Berlin 1 558 spectateurs Arbitre : K. Pickaert |
| 30 avril 2016 15 h 00 |              |         |              | Stadion Buschallee, Berlin 1 558 spectateurs Arbitre : K. Pickaert |

| 30 avril 2016 15 h 00 | Heidelberger RK | 104 – 12 | SC Germania List | Sportzentrum Süd, Heidelberg Arbitre : Ph. Lenne |
| 30 avril 2016 15 h 00 |                 |          |                  | Sportzentrum Süd, Heidelberg Arbitre : Ph. Lenne |
| 30 avril 2016 15 h 00 |                 |          |                  | Sportzentrum Süd, Heidelberg Arbitre : Ph. Lenne |

### Finale
| 7 mai 2016 15 h 00 | TV Pforzheim | 41 – 36 (-) | Heidelberger RK | Sportzentrum Martinsee, Heusenstamm Arbitre : Killian O'Brien |
| 7 mai 2016 15 h 00 |              |             |                 | Sportzentrum Martinsee, Heusenstamm Arbitre : Killian O'Brien |
| 7 mai 2016 15 h 00 |              |             |                 | Sportzentrum Martinsee, Heusenstamm Arbitre : Killian O'Brien |

## Barrages

### Match promotion pour 1.BL
| 14 mai 2016 | TSV Victoria Linden | 59 - 15 | FT Adler Kiel (en) |  |
| 14 mai 2016 |                     |         |                    |  |
| 14 mai 2016 |                     |         |                    |  |

### Relégation 2.BL vs. 1.BL
| 21 mai 2016 | FT Adler Kiel | 10 - 43 | Hamburger RC |  |
| 21 mai 2016 |               |         |              |  |
| 21 mai 2016 |               |         |              |  |

| 21 mai 2016 | RC Luxembourg | 12 – 9 | München RFC |  |
| 21 mai 2016 |               |        |             |  |
| 21 mai 2016 |               |        |             |  |

Le Hamburger RC reste en 1. Bundesliga et le RC Luxembourg est promu à l'issue des barrages.